# Derancistrus hovorei
Derancistrus hovorei är en skalbaggsart som beskrevs av Steven W. Lingafelter och Norman E. Woodley 2007. Derancistrus hovorei ingår i släktet Derancistrus och familjen långhorningar. Inga underarter finns listade i Catalogue of Life.